# Elisa Blanchi
Elisa Blanchi (Velletri, 13 ottobre 1987) è un'ex ginnasta ritmica italiana.
Con la squadra nazionale italiana di categoria ha conseguito, tra le altre vittorie, un argento e un bronzo olimpico e cinque titoli di campionessa mondiale nelle varie specialità della sua disciplina, affermandosi come una delle più titolate ginnaste italiane a livello internazionale.
Ha militato nel gruppo sportivo dell'Aeronautica Militare, forza armata nella quale ricopre il grado di sergente.
Dopo il ritiro dall'attività agonistica è divenuta allenatrice.

## Biografia
Nativa di Velletri, in provincia di Roma, iniziò la pratica ginnica a tre anni e mezzo a Lariano, per poi proseguire nella Xistos di Velletri, società con cui si mise in luce a livello nazionale.
Nel 1999 esordì nell'Italia juniores al campionato europeo di Budapest (Ungheria), e nel 2001, a quattordici anni, fu chiamata al centro tecnico federale di Desio e aggregata alla nazionale maggiore, con cui debuttò al campionato mondiale a New Orleans (Stati Uniti) conseguendo un quinto posto.
La prima medaglia in assoluto fu un bronzo a Riesa (Germania) nell'europeo del 2003 e, in quello stesso anno, al mondiale di Budapest giunsero altri due bronzi a squadre nel campionato mondiale.
A sedici anni, nel 2004, fece parte della squadra italiana che partecipò al torneo olimpico ginnico di Atene vincendo la medaglia d'argento nella prova a squadre.
A seguito di tale vittoria olimpica ricevette l'onorificenza presidenziale di ufficiale dell'ordine al merito della repubblica.
Passata nel 2005 al Centro Sportivo Aeronautica Militare, vinse il suo primo oro mondiale, a Baku (Azerbaigian), nell'esercizio con cerchi e clavette, a soli due giorni dalla vittoria dell'argento nella stessa competizione nella specialità Generale e, a seguire, Nastri.
A dicembre 2005 fu una delle tedofore che portarono per Roma la fiamma olimpica destinata ad accendere, due mesi più tardi, il braciere dei giochi invernali di Torino, in occasione della cui cerimonia d'apertura la squadra ginnica si esibì in un saggio dimostrativo con la coreografia di Emanuela Maccarani.
Al campionato europeo di Mosca (Russia) del 2006 si aggiudicò con la squadra due argenti e un bronzo e, due mesi più tardi, alle finali di Coppa del Mondo in programma a Ise (Giappone), giunse un bronzo nella categoria Nastri.
Tre argenti giunsero anche nel 2007, ai mondiali di Patrasso (Grecia), con conseguente automatica qualificazione olimpica a Pechino 2008, in cui tuttavia la squadra non andò oltre il quarto posto al termine di una polemica gara sulla cui regolarità di giudizio l'allora presidente del CONI Petrucci espresse a caldo pesanti dubbi.
Nel triennio che seguì Elisa Blanchi riscattò insieme alla squadra la mancata vittoria olimpica aggiudicandosi la vittoria in almeno una delle specialità dei successivi tre campionati mondiali: due ori (generale; nastri e funi) e un argento (cerchi) nel 2009 a Ise, un oro (generale) e due argenti (cerchi; nastri e funi) nel 2010 a Mosca e, infine, un altro oro (generale) e due argenti (palle; nastri e cerchi) nel 2011 a Montpellier (Francia).
Tale serie fu arricchita anche da due argenti e un bronzo nelle prove a squadre dell'europeo 2010 a Brema (Germania).
Nel 2012, anno finale di attività di Elisa Blanchi, l'atleta si aggiudicò con la squadra azzurra due bronzi europei a Nižnij Novgorod (Russia) e, al torneo olimpico di Londra, chiuse la carriera con un ultimo bronzo nel generale dietro Russia e Bielorussia.
Al termine dei Giochi Elisa Blanchi, al pari delle sue compagne di squadra Romina Laurito, Elisa Santoni e Anželika Savrajuk, annunciò il ritiro dall'attività agonistica.
Da dopo il ritiro agonistico continua a esibirsi in manifestazioni non competitive in rappresentanza del gruppo sportivo dell'Aeronautica Militare, nella quale è in forza dal 2007 rivestendovi il grado di sergente, ha allenato presso la Xistos di Velletri, sua società di origine e, dal 2017, è laureata in scienze motorie e sportive presso l'università dell'Aquila.